# Zotino Tall Tower Observation Facility

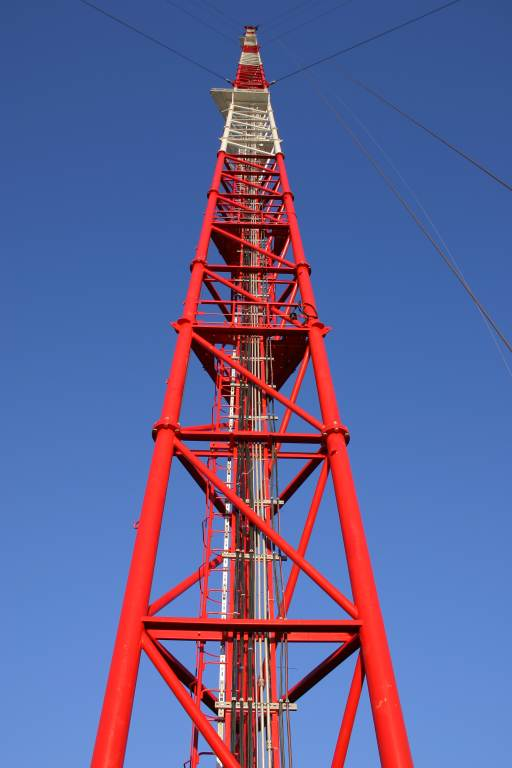
Zotino Tall Tower Observation Facility

A Zotino Tall Tower Observation Facility (ZOTTO) é uma torre de pesquisa climatológica localizada na Sibéria, Rússia.
A torre foi instalada em setembro de 2006, e faz parte do projeto Terrestrial Carbon Observing System.